# Mathieu Dossevi
Mathieu Dossevi (Chambray-lès-Tours, Francia, 12 de febrero de 1988) es un futbolista francés nacionalizado togolés. Juega de centrocampista y se encuentra sin equipo tras abandonar el F. C. Versailles 78. Desde agosto de 2023 trabaja como analista en La chaîne L'Équipe.

## Selección nacional
En categorías inferiores fue internacional con Francia sub-20.
Ha jugado 36 partidos en los que ha anotado 5 goles con la selección absoluta de Togo. Participó en la Copa Africana de Naciones de 2017.

### Participaciones en Copa África
| Copa                              | Sede  | Resultado      | Partidos | Goles |
| --------------------------------- | ----- | -------------- | -------- | ----- |
| Copa Africana de Naciones de 2017 | Gabón | Fase de grupos | 3        | 1     |

## Clubes
| Club                      | País    | Año       |
| ------------------------- | ------- | --------- |
| Le Mans F. C.             | Francia | 2008-2010 |
| Valenciennes F. C.        | Francia | 2010-2014 |
| Olympiacos                | Grecia  | 2014-2016 |
| Standard Lieja (préstamo) | Bélgica | 2015-2016 |
| Standard Lieja            | Bélgica | 2016-2018 |
| F. C. Metz (préstamo)     | Francia | 2017-2018 |
| F. C. Metz                | Francia | 2018      |
| Toulouse F. C.            | Francia | 2018-2020 |
| Denizlispor               | Turquía | 2020-2021 |
| Amiens S. C.              | Francia | 2021-2022 |
| F. C. Versailles 78       | Francia | 2022-2023 |

## Palmarés

### Títulos nacionales
| Título              | Club              | País    | Año     |
| ------------------- | ----------------- | ------- | ------- |
| Superliga de Grecia | Olympiacos        | Grecia  | 2014-15 |
| Copa de Grecia      | Olympiacos        | Grecia  | 2014-15 |
| Copa de Bélgica     | Standard de Lieja | Bélgica | 2015-16 |